# Monticello Conte Otto
Monticello Conte Otto – miejscowość i gmina we Włoszech, w regionie Wenecja Euganejska, w prowincji Vicenza.
Według danych na rok 2004 gminę zamieszkiwało 8636 osób, 863,6 os./km².